# Tuinen van Fontenay-Sous-Bois
De Tuinen van Fontenay-Sous-Bois (Frans: Les jardins de Fontenay sous Bois) is een openbaar park in de Belgische gemeente Etterbeek. Het park is vernoemd naar de partnerstad Fontenay-sous-Bois in Frankrijk.
Het park strekt zich uit binnen de huizenblok tussen de Waversesteenweg, Generaal Fivéstraat, Generaal Henrystraat en de Veldstraat. In 2009-2010 werd de speeltuin heraangelegd. Aan de zijde van de Veldstraat sluit het aan op het gemeentelijke zwembad.
In het park staat een grote Okkernootboom die geregistreerd is in de inventaris van het natuurlijk erfgoed van het Brussels Hoofdstedelijk Gewest.